# 汪立中
汪立中，宋朝政治人物。
汪立中曾于1206年接替汤诜任华亭县知县一职，1208年由滕珂接任。